# NGC 3711
NGC 3711 (również PGC 35392) – galaktyka spiralna z poprzeczką (SBbc), znajdująca się w gwiazdozbiorze Pucharu. Odkrył ją Francis Leavenworth w 1886 roku. Na niebie towarzyszy jej mała, zwarta galaktyka PGC 3771864 (zwana czasem NGC 3711-2), jednak prawdopodobnie nie stanowią one fizycznej pary, gdyż ich przesunięcia ku czerwieni sporo się różnią.